# Будки (Вілейський район)
Будки (біл. вёска Будкі) — село в складі Вілейського району Мінської області, Білорусь. Село підпорядковане Любанській сільській раді, розташоване в північній частині області.

## Історія
З 1793 після другого розділу Речі Посполитої Будки, як і вся Вілейщина, входила до складу Російської імперії, був утворений Вілейський повіт у складі спочатку Мінської губернії, а з 1843 - Віленської губернії.
У 1921–1945 роках село знаходилось у Польщі, у Вільнюськім воєводстві, Вілейського повіту, у гміні Куранець.

## Населення
- 1931 рік — 180 людини, 23 будинків[2].